# Temnora plagiata
Temnora plagiata är en fjärilsart som beskrevs av Walker 1856. Temnora plagiata ingår i släktet Temnora och familjen svärmare. Inga underarter finns listade i Catalogue of Life.